# Historia myśli ekonomicznej
Historia myśli ekonomicznej – dyscyplina naukowa o charakterze teoretycznym, zajmująca się badaniem i opisywaniem procesu kształtowania się poglądów ekonomicznych w ujęciu historycznym. W naukowy sposób wyjaśnia przyczyny powstawania, przenikania i zanikania poglądów, idei oraz teorii ekonomicznych, jak również krytycznie analizuje historyczny dorobek ekonomistów.

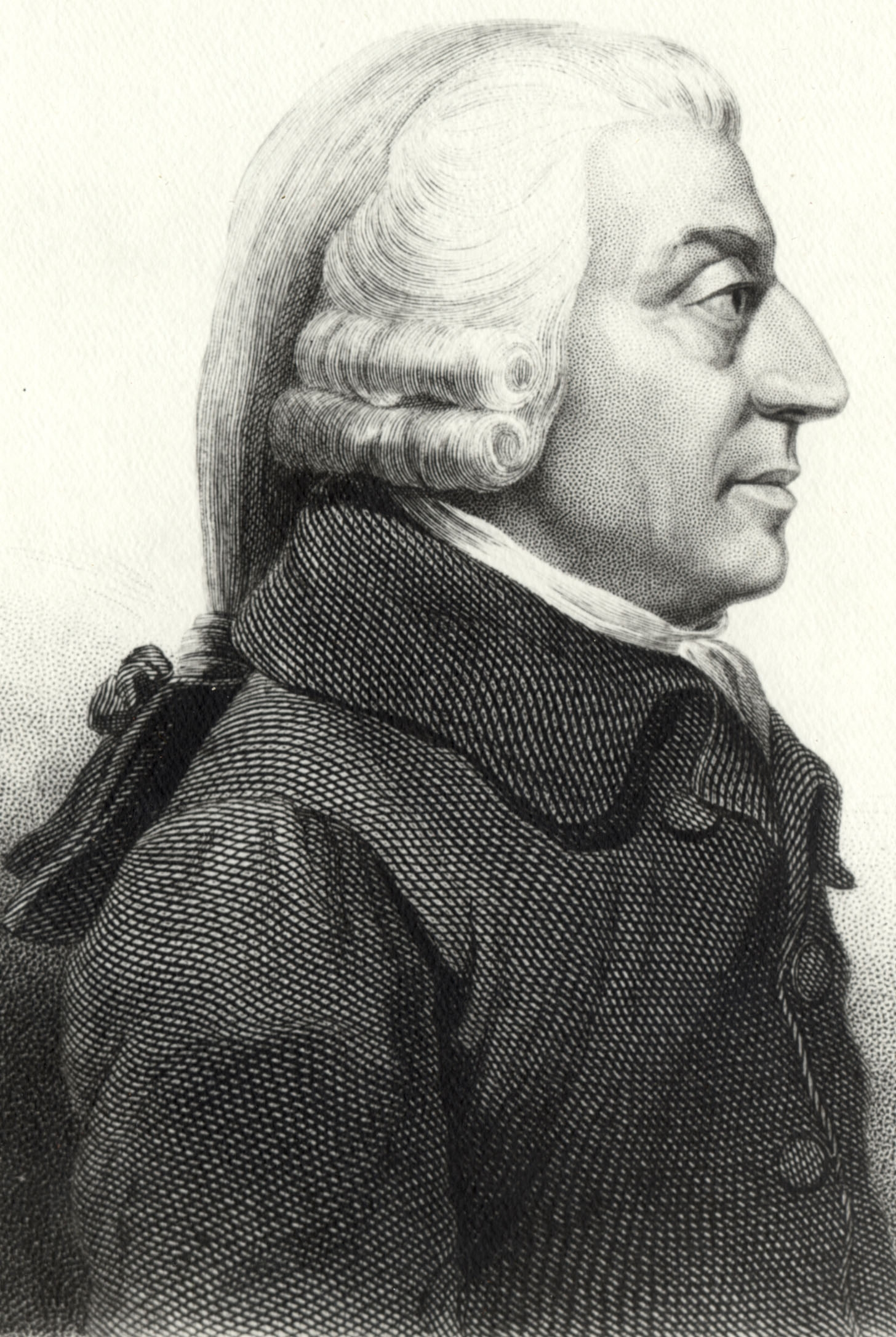
Adam Smith (1723–1790) – uważany za ojca współczesnej ekonomii; datę wydania jego największego dzieła Bogactwo narodów – 1776 – uznaje się za początek ekonomii jako nauki

## Zakres znaczeniowy
Należy odróżnić historię myśli ekonomicznej od historii ekonomii.
Ekonomia jako nauka ukształtowała się dopiero w drugiej połowie XVIII w., dlatego też termin „historia ekonomii” odnosi się wyłącznie do naukowych poglądów ekonomicznych po XVIII w. Jednak refleksja nad zagadnieniami gospodarczymi, choć jeszcze nie w naukowej formie, sięga czasów starożytnych. Historia myśli ekonomicznej bada i opisuje również przednaukowe refleksje nad zjawiskami gospodarczymi. Dopiero od XVIII w. historia myśli ekonomicznej oraz historia ekonomii podążają wspólną ścieżką.
Historia gospodarcza w przeciwieństwie do historii myśli ekonomicznej nie zajmuje się badaniem poglądów na zagadnienia ekonomiczne, ale samymi zjawiskami ekonomicznymi w ujęciu historycznym. W zakresie jej zainteresowań leży przede wszystkim badanie panujących na przestrzeni wieków stosunków społeczno-ekonomicznych, metod wytwarzania, dysponowania, wymiany i konsumpcji dóbr ekonomicznych czy rozwój panujących stosunków własności środków produkcji.
Poglądy ekonomiczne, będące przedmiotem badań historii myśli ekonomicznej, były zawsze ściśle powiązane z panującym w danym okresie podłożem stosunków gospodarczych, społecznych i politycznych. Żaden kierunek myśli ekonomicznej nie powstał w oderwaniu od konkretnej sytuacji ekonomicznej w danym miejscu i czasie. Istniejące w danym okresie warunki i zjawiska ekonomiczne były źródłem inspiracji dla dociekań ekonomistów, którzy starali się zrozumieć prawa rządzące gospodarką i ująć je w spójne poglądy. Jednocześnie formułowane przez nich poglądy miały często znaczący wpływ na prowadzoną politykę gospodarczą i tym samym na kształtowanie nowych stosunków ekonomicznych i powstawanie nowych zjawisk gospodarczych. Z tego względu istnieje ścisły związek pomiędzy rozwojem gospodarczym i politycznym a dominującą w tym czasie teorią ekonomiczną. Związek ten przekłada się na ścisłe powiązanie badań historii myśli ekonomicznej z badaniami nad historią gospodarczą.

## Etapy rozwoju myśli ekonomicznej
Rozwój myśli ekonomicznej może być w najogólniejszy sposób podzielony na trzy historyczne etapy:

### Starożytny i średniowieczny
Obejmuje okres od starożytnej Grecji po schyłek XV w. Charakterystyczną cechą dociekań ekonomicznych tego okresu jest to, że były one dokonywane na marginesie rozważań filozoficzno-teoretycznych lub prawno-organizacyjnych. Nie istniała wyodrębniona dziedzina zagadnień ekonomicznych, ponieważ były one traktowane wyłącznie jako element szerszych zagadnień politycznych lub filozoficznych.

### Nowożytny
Obejmuje okres od schyłku XV w. po drugą połowę XVIII w.
Wraz z rozwojem gospodarczym pojawiło się zapotrzebowanie na głębszą analizę zagadnień o charakterze gospodarczym. Rozważania ekonomiczne zostają oderwane od ogólniejszych rozważań polityczno-filozoficznych i stają się niezależną dziedziną systematycznych dociekań, choć jeszcze nie o charakterze naukowym. Pierwszym samodzielnym kierunkiem myśli ekonomicznej był merkantylizm, którego początek rozwoju przypada na koniec XV w.

### Współczesny
Umowną datą rozpoczęcia tego okresu jest rok 1776, kiedy to szkocki myśliciel i ekonomista Adam Smith wydaje swoje dzieło Badania nad naturą i przyczynami bogactwa narodów (popularnie nazywane Bogactwem narodów). Smith po raz pierwszy zastosował metodę naukową w rozważaniach ekonomicznych, tym samym wprowadzając ekonomię do grona nauk, a historię myśli ekonomicznej na nowy etap rozwoju.

## Myśl ekonomiczna w starożytnej Grecji

### Okres archaiczny
Od VIII w. p.n.e. do ok. 500 p.n.e.

### Okres klasyczny
Od ok. 500 p.n.e. do 336 p.n.e.

### Okres hellenistyczny
Od 336 p.n.e. do 146 p.n.e.

## Myśl ekonomiczna w Imperium Rzymskim

### Okres królewski
Od 753 p.n.e. do 510 p.n.e.

### Okres republiki
Od 510 p.n.e. do 31 p.n.e.

### Okres cesarski
Od 31 p.n.e. do 476

## Myśl ekonomiczna w średniowieczu
Od 476 do schyłku XV w.

## Merkantylizm
Od schyłku XV w. do ok. połowy XVIII w.

### Krytyka merkantylizmu
- Nicholas Barbon
- William Petty
- John Locke
- John Law
- Dudley North
- David Hume
- Frédéric Bastiat

## Fizjokratyzm
Od ok. połowy XVIII w. Szkoła podatkowa fizjokratów stworzyła pojęcie jedynego podatku (opodatkowanie rolnictwa – odprowadzanie ok. 30% wytworzonych dochodów). Przyczyniło się to do rozwoju przemysłu, bo ludzie rezygnowali z posiadania ziemi i uprawiania roli.

## Ekonomia klasyczna
Od drugiej połowy XVIII w.

### Angielska ekonomia klasyczna
Adam Smith, David Ricardo, Thomas Malthus, James Mill, John Stuart Mill, John McCulloch, William Nassau Senior,

### Francuska ekonomia klasyczna
Jean Charles Leonard Simonde de Sismondi, Jean-Baptiste Say, Frédéric Bastiat, Henry Carey.

## Szkoła historyczna
Przełom XIX i XX w.

## Socjalizm

### Socjalizm utopijny
XIX w. Robert Owen, Henri de Saint-Simon, Charles Fourier

### Socjalizm ricardiański
Pierwsza połowa XIX w. John Francis Bray, John Gray, Thomas Hodgskin, William Thompson

### Socjalizm naukowy
Druga połowa XIX w. – Karol Marks, Fryderyk Engels

## Nurt subiektywno-marginalistyczny
Nazywany również nową ekonomią.
Lata siedemdziesiąte XIX w.

### Austriacka szkoła psychologiczna
Od 1871

### Matematyczna szkoła lozańska
Od 1874. – Enrico Barone

### Ekonomia neoklasyczna
Od 1890 – Alfred Marshall wydaje Zasady ekonomii.

## Instytucjonalizm
Thorstein Veblen

## Keynesizm
Lata dwudzieste XX w.

### Synteza neoklasyczna
1. teoria równowagi ogólnej – Leon Walras (powstała 1874 – 1877)
2. teoria równowag cząstkowych – Alfred Marshall (powstała 1890-1916)